# Nikolaev (cráter)
Nikolaev (en ocasiones escrito también como Nikolayev) es un cráter de impacto situado en la cara oculta de la Luna, por lo que no es visible desde la Tierra. Se halla al norte del Mare Moscoviense y al sur del cráter más grande Von Neumann. Recibió este nombre en memoria del cosmonauta soviético Andrián Nikoláyev.
|  |

El borde circular de este elemento no está cubierto por impactos significativos, pero se ha erosionado ligeramente. Presenta un brocal irregular y una pared interior ancha. Un aterrazamiento ocupa gran parte del amplio borde interior donde el material se ha desprendido, especialmente en el lado noreste. El suelo interior es accidentado en algunos lugares, particularmente en la mitad oriental, y está marcado por varios impactos pequeños en la mitad sur. Presenta una pequeña elevación central cerca del punto medio.

## Cráteres satélite
Por convención estos elementos son identificados en los mapas lunares poniendo la letra en el lado del punto medio del cráter que está más cercano a Nikolaev.
|          | \| Nikolaev \| Coordenadas \| Diámetro \| \| -------- \| -------------------------------- \| -------- \| \| G \| 34°23′N 154°11′E / 34.38, 154.19 \| 21,5 km \| \| J \| 31°35′N 155°26′E / 31.59, 155.43 \| 18,8 km \| |          |
| Nikolaev | Coordenadas | Diámetro |
| G        | 34°23′N 154°11′E / 34.38, 154.19 | 21,5 km  |
| J        | 31°35′N 155°26′E / 31.59, 155.43 | 18,8 km  |